# Nazanin Zaghari-Ratcliffe
Nazanin Zaghari-Ratcliffe (nata Zaghari) (persiano:نازنین زاغری; Teheran, 26 dicembre 1978) è un'insegnante e traduttrice iraniana naturalizzata britannica, nota per essere stata detenuta in Iran  dal 3 aprile 2016 al 16 marzo 2022 come parte di una lunga disputa tra Gran Bretagna e Iran. All'inizio di settembre 2016 è stata condannata a cinque anni di carcere dopo essere stata riconosciuta colpevole di aver complottato per rovesciare il governo iraniano. Mentre era in prigione, fece almeno tre scioperi della fame cercando di convincere le autorità iraniane a fornire cure mediche per i suoi problemi di salute. È stata temporaneamente rilasciata il 17 marzo 2020 durante la pandemia di COVID-19 in Iran, ma è stata sottoposta a monitoraggio elettronico.
Nell'ottobre 2017, il procuratore generale di Teheran ha fatto una nuova dichiarazione secondo cui Zaghari-Ratcliffe era detenuta per aver tenuto "un corso di giornalismo online persiano della BBC che aveva lo scopo di reclutare e formare persone per diffondere propaganda contro l'Iran".  Zaghari-Ratcliffe ha sempre negato le accuse di spionaggio contro di lei, suo marito sostiene che sua moglie "è stata imprigionata come leva per un debito dovuto dal Regno Unito per la mancata consegna di carri armati all'Iran nel 1979".
Il 7 marzo 2021 la sua condanna iniziale è terminata, ma il 14 marzo avrebbe dovuto affrontare una seconda serie di accuse. Il 26 aprile è stata giudicata colpevole di attività di propaganda contro il governo e condannata a un altro anno di carcere. Ha presentato ricorso, ma il 16 ottobre 2021 il suo ricorso è stato respinto dal tribunale iraniano.  Zaghari-Ratcliffe è stata finalmente rilasciata il 16 marzo 2022 subito dopo che la Gran Bretagna ha rimborsato un debito in sospeso di 393,8 milioni di sterline con l'Iran. È tornata nel Regno Unito il giorno successivo.

## Biografia
Nazanin Zaghari è nata a Teheran nel dicembre 1978 e ha studiato letteratura inglese all'Università di Teheran, prima di diventare un'insegnante di inglese. Dopo il terremoto di Bam del 2003 ha lavorato come traduttrice nelle operazioni di soccorso per l'Agenzia giapponese per la cooperazione internazionale. In seguito ha lavorato per la Federazione Internazionale delle Società di Croce Rossa e Mezzaluna Rossa e poi all'Organizzazione Mondiale della Sanità come responsabile della comunicazione.
Nel 2007, Zaghari-Ratcliffe si è trasferita nel Regno Unito dopo aver ricevuto una borsa di studio per un Master in Communication Management presso la London Metropolitan University.

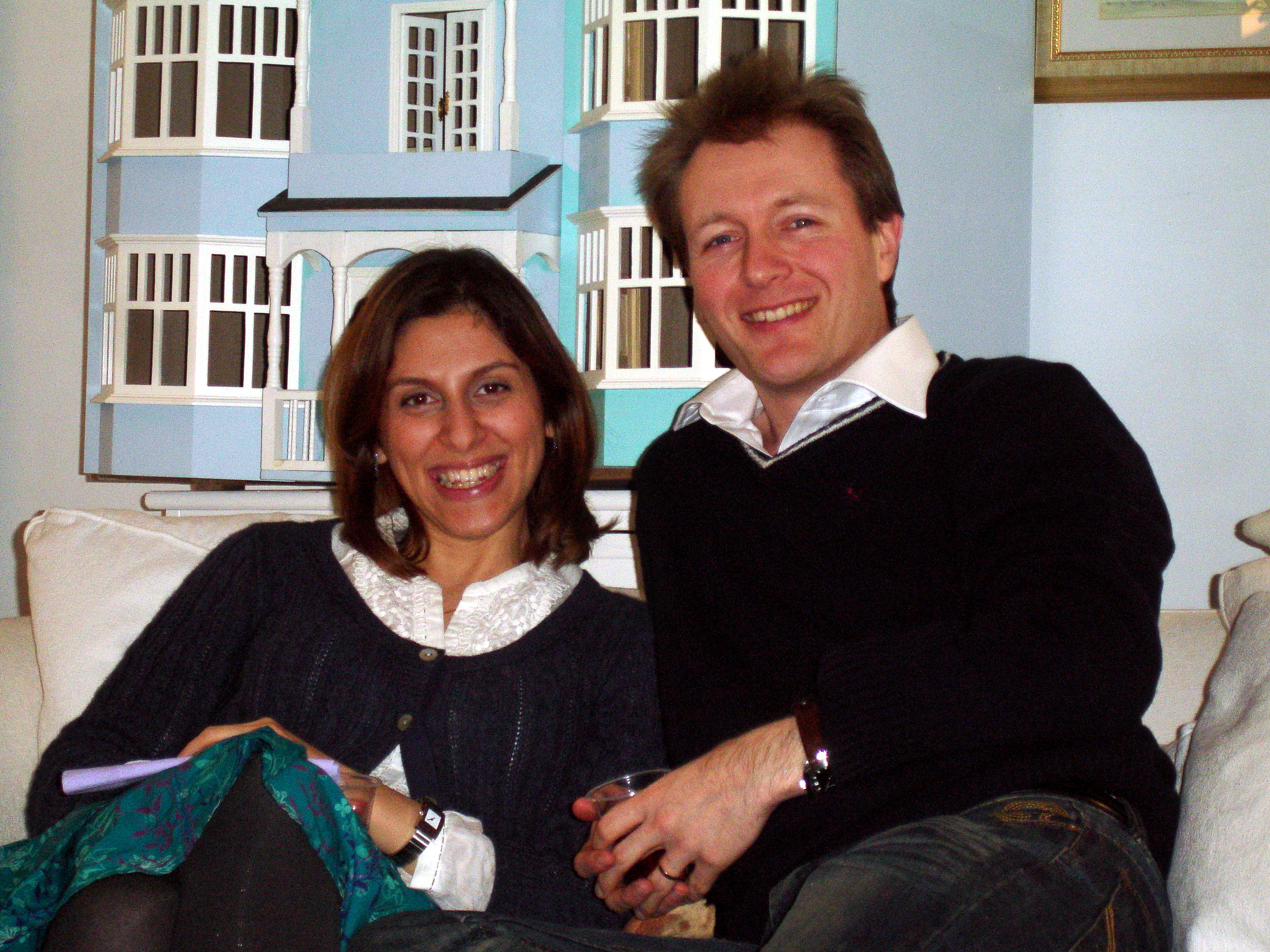
Con il marito Richard Ratcliffe, 2011

Poco dopo il suo arrivo nel Regno Unito ha incontrato il suo futuro marito, Richard Ratcliffe, tramite amici comuni. La coppia si è sposata nell'agosto 2009 a Winchester e la loro figlia è nata nel giugno 2014. Zaghari-Ratcliffe è diventata cittadina britannica nel 2013. Zaghari-Ratcliffe era solita tornare in Iran di tanto in tanto per permettere ai suoi genitori di vedere sua figlia. Quando si reca in Iran, lo fa sempre con il passaporto iraniano, come richiesto dalla legge iraniana. Zaghari-Ratcliffe ha usato il suo passaporto britannico per tutti gli altri viaggi internazionali.
Zaghari-Ratcliffe ha lavorato per il BBC World Service Trust dal febbraio 2009 all'ottobre 2010 e poi presso la Thomson Reuters Foundation come coordinatrice di progetto prima di assumere il ruolo di project manager.
Zaghari-Ratcliffe si è recata in Iran con sua figlia di 22 mesi per il Nowruz (Capodanno iraniano) nel marzo 2016 per visitare i suoi genitori. Nel giugno 2016 è stata arrestata in Iran per spionaggio. Le autorità iraniane l'hanno apparentemente accusata di aver pianificato un colpo di stato e di aver costruito una rete critica nei confronti del governo e l'hanno condannata a cinque anni di carcere in un'udienza a porte chiuse nel settembre 2016. Nell'agosto 2018 le è stato concesso un permesso di tre giorni dal carcere, durante i quali le è stato permesso di rivedere sua figlia. 
Il 1° novembre 2017, il ministro degli Esteri Boris Johnson è apparso davanti a una commissione parlamentare e ha osservato che Zaghari-Ratcliffe non aveva fatto altro che insegnare giornalismo alla gente prima del suo arresto. In seguito ha ritrattato la dichiarazione, tuttavia, il tribunale iraniano ha successivamente citato esplicitamente le sue parole come prova della colpevolezza di Zaghari-Ratcliffe, che è stata accusata di "propaganda contro il regime". 
Oltre al passo falso di Johnson, la continua incarcerazione di Zaghari-Ratcliffe è anche attribuita a un debito estero del governo britannico, che ha teso le relazioni tra gli stati dagli anni '70. Nel 1971, il regime dello Scià aveva ordinato e pagato 1.500 carri armati Chieftain e altri veicoli corazzati da una società di armamenti del Ministero della Difesa britannico, ma i veicoli non furono mai consegnati a causa della caduta del regime e il contratto fu annullato nel 1979. Tuttavia, i 375 milioni di sterline già pagate dall'Iran non sono stati rimborsati e da allora sono stati oggetto di controversie legali. Il ministro degli Esteri iraniano Mohammad Javad Zarif ha dichiarato nel settembre 2019 che il governo britannico si era offerto di rimborsare il denaro se Zarif avesse fatto pressioni per il rilascio di Zaghari-Ratcliffe. Tuttavia, non è stato raggiunto alcun accordo e il nuovo ministro degli Esteri Jeremy Hunt ha rifiutato l'offerta. Secondo il segretario alla Difesa Gavin Williamson, il Ministero della Difesa iraniano non può ricevere denaro mentre gli Stati Uniti stanno cercando di tagliare le fonti di reddito dello Strato iraniano. 
Nel marzo 2022, Zaghari-Ratcliffe è stata rilasciata ed è tornata nel Regno Unito. Per il rilascio di Nazanin Zaghari-Ratcliffe e di Anoosheh Ashoori, arrestata nel 2017, il governo britannico ha rimborsato i debiti di quasi 394 milioni di sterline derivanti dal fallimento dell'accordo sui carri armati.
Nel settembre 2022 si è tagliata i capelli a sostegno delle proteste seguite alla morte di Mahsa Amini in Iran. Nel 2022 è stata inclusa nell'elenco delle 100 donne della BBC.
Il 28 dicembre 2022, Zaghari-Ratcliffe è stata guest editor del programma Today (BBC Radio 4). Ha detto ad Andy Murray di aver vissuto un raro momento di gioia durante la sua prigionia quando i suoi rapitori le hanno regalato un televisore, in cui ha visto vincere il singolare maschile ai Campionati di Wimbledon 2016.
La sua testimonianza fa parte del libro White Torture del premio Nobel per la pace Narges Mohammadi in cui racconta le dure condizioni delle carceri iraniane attraverso quattordici interviste.